# Mukhriz Mahathir
Mukhriz Mahathir (Kedah, 25 de noviembre de 1964) es un empresario y político malasio que actualmente ejerce como Menteri Besar (Gobernador o Ministro Principal) del Estado de Kedah. Entre 2008 y 2013 fue Viceministro de Comercio e Industria Internacional en el Gabinete Federal. Es el tercer hijo del ex primer ministro Mahathir Mohamad, y el primero nacido después de la formación del Estado Malasio.
En 2013 encabezó la alianza oficialista Barisan Nasional (Frente Nacional) en el estado de Kedah, entonces gobernado por la coalición opositora Pakatan Rakyat (Pacto Popular). En las elecciones estatales de ese año logró una sorpresiva victoria electoral, logrando arrebatar el gobierno al PR después de un período y marcando la última ocasión en la que el BN logró recuperar electoralmente un estado después de haberlo perdido. Asumió como Menteri Besar el 6 de mayo del mismo año. Sin embargo, durante la crisis dentro de su partido, la Organización Nacional de los Malayos Unidos (UMNO), tres años más tarde, en la que su padre Mahathir Mohamad abandonó el partido y fundó su propia fuerza, el Partido Indígena Unido de Malasia (PPBM), Mukhriz también desertó, ocasionando una moción de censura que lo removió del cargo en febrero de 2016, siendo reemplazado por Ahmad Bashah Md. Hanipah.
Para las elecciones federales de 2018, Mukhriz se presentó como candidato a Menteri Besar de Kedah por la alianza Pakatan Harapan (Pacto de Esperanza), obteniendo una nueva victoria y asumiendo nuevamente el cargo el 11 de mayo de 2018, mientras que su padre volvió a asumir como primer ministro luego de la victoria de la coalición a nivel federal. Actualmente, ejerce como vicepresidente del PPBM y presidente de la seccional kedahana del Pakatan Harapan.

## Controversias
El 21 de agosto de 2020, la hija de Mukhriz, Meera Alyanna binti Mukhriz, y su yerno pasaban tiempo en un bar y fueron arrestados por la policía por estar en conflicto con el procedimiento operativo normalizado. Mukhriz también confirmó el incidente posteriormente y agradeció a la policía de Kuala Lumpur por sus acciones rigurosas y justas.

### Páginas personales
- Blog de Mukhriz Mahathir (lanzado en septiembre de 2008) (en inglés)
- Club de Fanes Mukhriz Mahathir (en inglés)

### Otros
- Malaysian ads spread the teachings of Islam (en inglés)
- Crowded race for a hot seat (en inglés)
- Mukhriz stands by Youth decision (en inglés)
- Mahathir's son following in his footsteps (en inglés)
- Peace Malaysia To Be Institutionalised In December – Mukhriz Archivado el 1 de octubre de 2007 en Wayback Machine. (en inglés)

- Datos: Q6933490
- Multimedia: Mukhriz Mahathir / Q6933490